# Gaspare Sibilla
Gaspare Sibilla (ur. ok. 1722–1723 w Rzymie, zm. 24 maja 1782 tamże) – włoski rzeźbiarz, restaurator i rysownik.

## Biografia
Gaspare Sibilla urodził się w Rzymie ok. 1722–1723 roku w rodzinie Pietro, zwanego Domenico di Gaeta i Paoli Pilli. Rodzina mieszkała w parafii Sant’Angelo in Pescheria. Rzeźbiarz poślubił wdowę Marię Dolci i w 1755 roku figuruje w spisie parafian u Świętych Apostołów przy via S. Croce dei Lucchesi.
Sibilla w latach 1764–1769 uczestniczył w pracach przy pomniku nagrobnym papieża Benedykta XIV w bazylice watykańskiej, za które odpowiedzialny był rzeźbiarz Pietro Bracci. Firma Sibilli znajduje się na jednej ze statui. W tym okresie twórczości widać całkowitą zależność od mistrza Bracciego.
W 1750 roku artysta otrzymał nagrodę w klasie rzeźby rzymskiej Akademii Świętego Łukasza. Samodzielne dzieła Sibilli powstawały w latach 1750–1770 i nie są liczne. W 1770 roku, po dokonaniu wyceny rzeźb z kolekcji Mattei na zlecenie Klemensa XIV, Sibilla dostał stałą posadę przy Stolicy Apostolskiej, zarabiając od 1775 roku dwadzieścia skudów miesięcznie. Odpowiedzialny był m.in. za papieską pracownię miedziorytniczą, przygotowując rysunki portretów do wykonania w miedzi jako matryce. Zobowiązany był do zrzeczenia się jakichkolwiek zamówień zewnętrznych, poświęcając się całkowicie restaurowaniu rzeźb z kolekcji papieskiej, przede wszystkim przygotowywanych dla powstającego wówczas Museo Pio-Clementino. Wykonywane prace, sposób zarządzania dwoma pracowniami w Torre dei Venti na dziedzińcu Belwederu oraz przy Via dei Cappuccini wpłynęły na przyjęcie go w poczet akademików jego własnej Alma Mater. Autorem wniosku o przyjęcie był malarz Anton Raphael Mengs.
Chociaż w XVII wieku w Rzymie wielu restauratorów zbijało fortuny przygotowując rzeźby na rynek europejski, Sibilla pozostał wierny zleceniom papieskim. Nie zgromadził żadnego pokaźnego majątku. W prowadzonych przez niego pracowniach najpierw opracowywano brakujące fragmenty rzeźb w stiuku lub glinie, ulegając zawsze sugestiom archeologa i muzealnika papieskiego Giovaniego Battisty Viscontiego. To Visconti dobierał marmury używane przy konkretnych restauracjach. Gaspare Sibilla cieszył się całkowitym zaufaniem kuratora papieskiej ekspozycji. Między 1773 a 1782 rokiem z pracowni Sibilli wyszły setki odrestaurowanych i zreintegrowanych starożytnych rzeźb dla Muzeów Watykańskich.
Schedę na urzędzie przejął po Sibilli Giovanni Pierantoni, który m.in. dokończył renowację Sarkofagu św. Heleny. Gaspare Sibilla zmarł w Rzymie 24 maja 1782 roku. Na wieść o śmierci swoje uznanie wobec osoby rzeźbiarza wyraził papież Pius VI.

## Dzieła rzeźbiarskie
Nieliczne rzeźby wykonane przez Gasparego Sibillę:
- Figura św. Michała Archanioła (ok. 1750, kościół S. Andrea delle Fratte)
- statuy Miłość i Czystość (1755, kościół S. Antonio dei Portoghesi)
- monument dla Diega Morcilla (1760, kościół Santissima Trinità degli Spagnoli)
- statuy Opatrzności i Nadziei przy monumencie Marii Amalii Saksońskiej (1761, kościół S. Giacomo degli Spagnoli)
- dwa anioły dla kard. Henryka Stuarta (1762, kościół S. Maria in Trastevere)
- dwa popiersia dla biblioteki augustianów (1764–1765)
- popiersie kard. Enrica Norisa (bazylika Sant’Agostino w Rzymie)[2]
- popiersie o. Onofria Panvinia (bazylika Sant’Agostino w Rzymie)[2]
- monument kard. Nicola Marii Antonellego (bazylika laterańska)

## Ważniejsze renowacje
Sibilla brał udział w pracach restauracyjnych wielu rzeźb z kolekcji papieskich:
- Nil (Museo Pio-Clementino)[3]
- Tyber (Luwr)[4]
- Trajan (Luwr)[5]
- Śpiąca Ariadna[6]
- płaskorzeźba Katona i Marcji
- popiersie Antinousa
- Młody centaur z zającem[7]
- grupa rzeźb z centaurem morskim i nereidą[8]
- Karmiąca locha[9]
- grupa Apollo i Muzy
- Eskulap i Higieja
- przód sarkofagu z dionizyjskim thiasos[10]
- telamony
- Sarkofag Heleny (prace dokończył Giovanni Pierantoni)

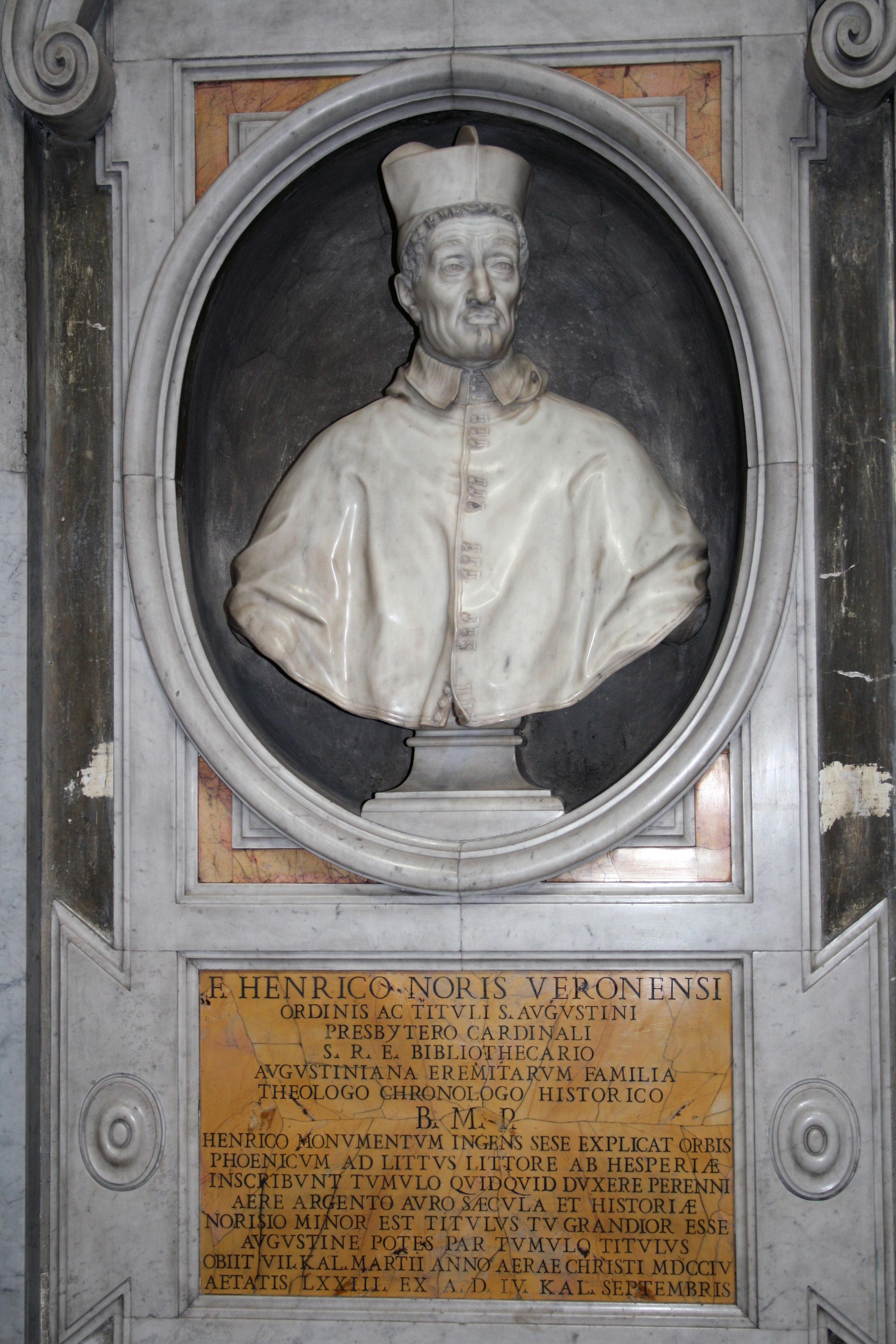
Popiersie kard. Enrica Norisa (bazylika Sant’Agostino)
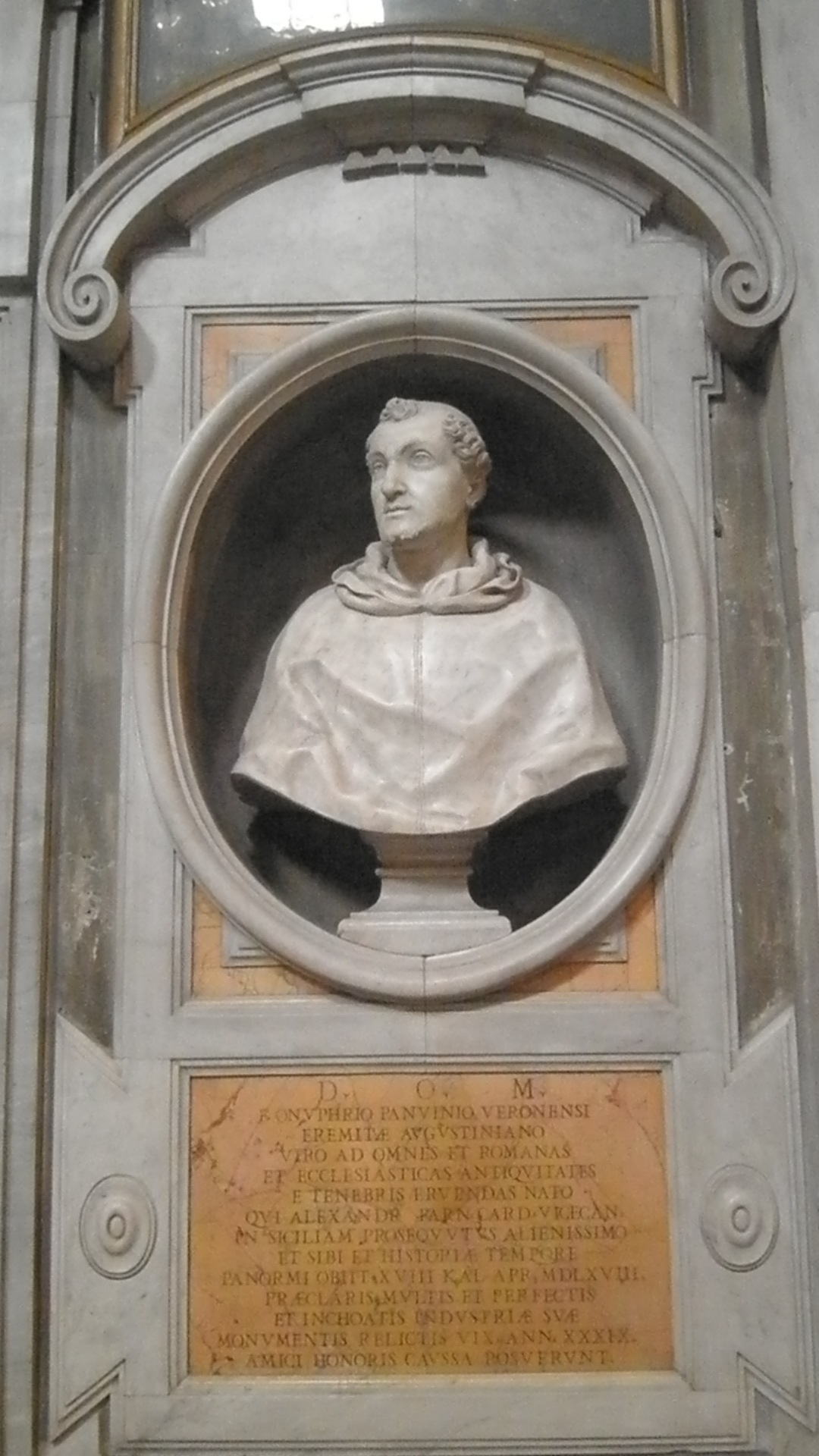
Popiersie o. Onofria Panvinia (bazylika Sant’Agostino)
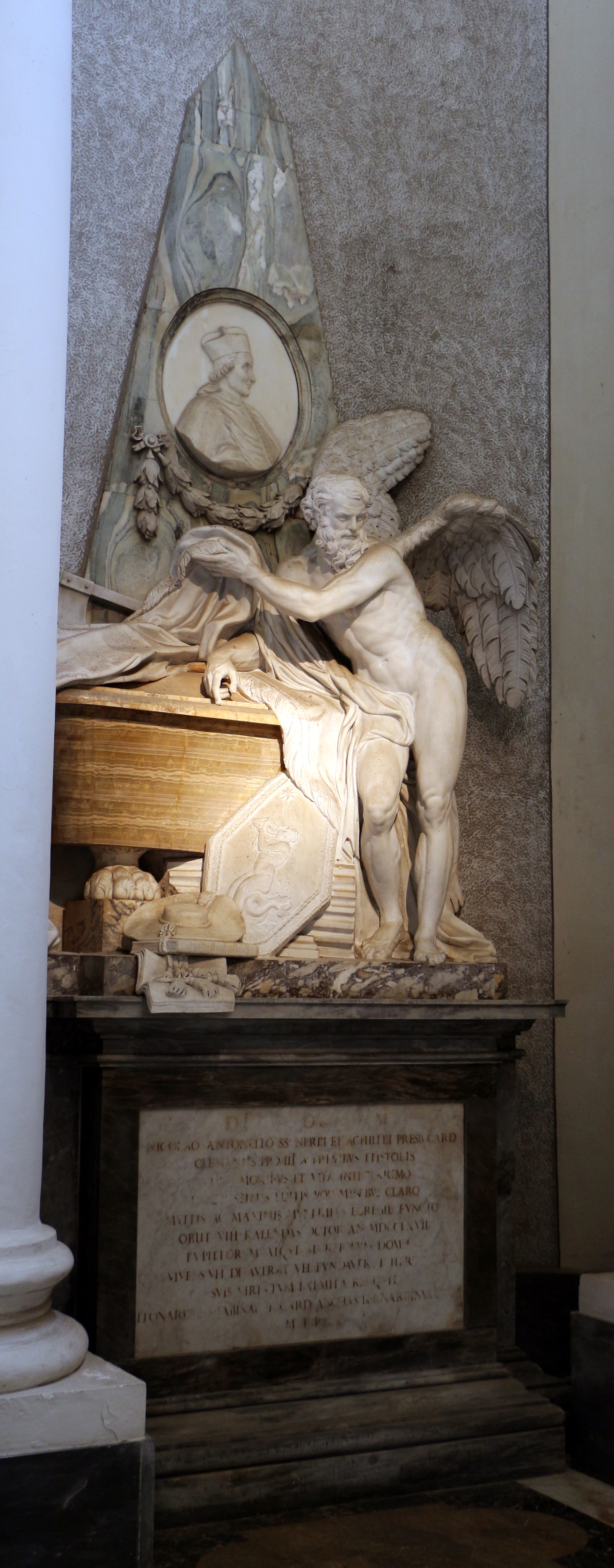
Monument kard. Nicola Marii Antonellego (bazylika laterańska)